# Krankenhaus Marijampolė
Das Krankenhaus Marijampolė (lit. VšĮ Marijampolės ligoninė) ist das größte Krankenhaus im Bezirk Marijampolė. Es befindet sich in der Bezirkshauptstadt Marijampolė, der siebentgrößten Stadt Litauens.  Nach Rechtsform ist es eine öffentliche Anstalt (Viešoji įstaiga). Das Krankenhaus beschäftigt 743 Mitarbeiter (2011). Es hat eigenes Konsultationspoliklinik für die ambulante Beratung der Patienten. Das Krankenhaus liegt im Stadtteil Degučiai. Es wird von Direktorin Audronė Kuodienė geleitet.

## Geschichte
Das Krankenhaus Marijampolė wurde in Sowjetlitauen im 20. Jahrhundert gegründet und von 2007 bis 2013 modernisiert. Beim internationalen Kooperationsprojekt (Partnerländer: Litauen, Polen und Russland) bekam man die EU-Kofinanzierung von 4 Mio. Euro (Lithuania-Poland-Russia ENPI Cross-border Co-operation programme 2007-2013, cofinanced with funds from the European Union).